# Soif (roman)
Soif est un roman d'Amélie Nothomb paru le 21 août 2019 aux éditions Albin Michel. 

## Écriture du roman
Soif est le vingt-huitième roman d'Amélie Nothomb.
A propos de l'écriture du roman, elle explique que : « Tous les livres que j’ai écrits avant celui-ci étaient des exercices de musculation destinés à m’entraîner à écrire ce livre. Il y avait préméditation, je savais que je voulais écrire mon livre sur Jésus, que c’était ce qui m’importait. Si je n’ai cessé de repousser l’échéance, c’est que je ne me sentais pas assez musclée, je n’étais pas encore l’athlète de l’écriture que je rêvais d’être. ».

## Résumé
La romancière se glisse dans la tête de Jésus-Christ depuis son procès jusqu'à la résurrection, et raconte à la première personne les réflexions du Christ sur son Père, le corps, l'amour, la jouissance, l'ingratitude humaine, la souffrance, l'espérance, la foi ou encore la mort. Le temps de la Passion ravive la mémoire d’événements, d’expériences, de rencontres présentes dans le Nouveau Testament sous l'oeil de Jésus, qui raconte « son » Judas, ou encore le « best of » de ses miracles.

## Réception du roman
Publié par Albin Michel et bénéficiant d’un tirage de 180.000 exemplaires, le roman d'Amélie Nothomb est salué par la critique, et se place rapidement en tête des ventes de la rentrée littéraire 2019,.
Le roman fait partie de la troisième (et dernière) sélection du prix Goncourt. La romancière n'avait plus été retenue dans une sélection Goncourt depuis son livre Une forme de vie publié en 2010. Il est finalement battu au dernier tour, par six voix contre quatre, par le roman Tous les hommes n'habitent pas le monde de la même façon de Jean-Paul Dubois.